# Spartaco Morelli
Spartaco Morelli (Lörrach, 15 settembre 1908 – naviglio Vettabbia, dicembre 1968) è stato un mezzofondista e maratoneta italiano, primatista italiano dell'ora di corsa nel 1933. Fu due volte campione italiano assoluto dei 10 000 metri piani, nel 1932 e 1934) e una della maratonina (1931). 
Nel 1934 prese parte alla prima edizione dei campionati europei di atletica leggera che si tenne a Torino; qui si classificò settimo nella gara dei 10 000 metri con il tempo di 33'46"0, alle spalle dell'italiano Bruno Betti.
Dopo i successi nell'atletica leggera, passò gli ultimi anni della sua vita in un dormitorio pubblico a Milano, dal quale scomparì poco prima del Natale del 1968. Il suo corpo fu ritrovato il 31 dicembre dello stesso anno nei pressi di Melegnano sulle rive del naviglio Vettabbia. Secondo i cronisti dell'epoca si trattò di suicidio.

## Record nazionali
- Ora di corsa: 18 147,40 m ( Milano, 6 giugno 1933)[3]

## Progressione

### 5000 metri piani
| Stagione | Tempo     | Luogo   | Data      | Rank. Ita. |
| -------- | --------- | ------- | --------- | ---------- |
| 1932     | 15'49"3/5 | Novara  | 29-6-1932 | 8º         |
| 1930     | 15'54"0   | Firenze | 2-11-1930 | 11º        |

### 10 000 metri piani
| Stagione | Tempo     | Luogo    | Data      | Rank. Ita. |
| -------- | --------- | -------- | --------- | ---------- |
| 1937     | 32'58"4   | Vigevano | 25-4-1937 | 8º         |
| 1935     | 33'37"0   | Firenze  | 27-7-1935 | 8º         |
| 1934     | 32'59"2   | Milano   | 28-7-1934 | 3º         |
| 1933     | 32'37"2/5 | Milano   | 6-6-1933  | 1º         |
| 1932     | 32'51"1/5 | Pisa     | 18-9-1932 | 1º         |
| 1931     | 32'48"3/5 | Firenze  | 6-9-1931  | 2º         |
| 1930     | 34'37"4/5 | Udine    | 26-7-1930 | 8º         |
| 1929     | 33'52"2/5 | Bergamo  | 28-7-1929 | 6º         |

### Maratona
| Stagione | Tempo     | Luogo | Data      | Rank. Ita. |
| -------- | --------- | ----- | --------- | ---------- |
| 1938     | 2h58'28"4 | Carpi | 2-10-1938 | 10º        |

## Palmarès
| Anno | Manifestazione | Sede   | Evento   | Risultato | Prestazione | Note |
| ---- | -------------- | ------ | -------- | --------- | ----------- | ---- |
| 1934 | Europei        | Torino | 10 000 m | 7º        | 33'46"0     |      |

## Campionati nazionali

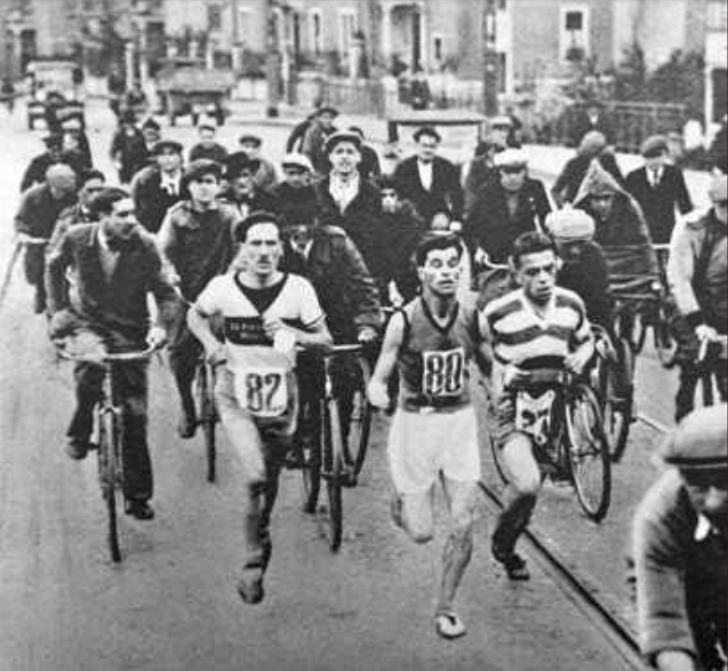
Spartaco Morelli, a destra con la maglia a strisce, durante il campionato italiano di maratonina dell'8 maggio 1932 a Milano.

- 2 volte campione italiano assoluto dei 10 000 metri piani (1932, 1934)
- 1 volta campione italiano assoluto della maratonina (1931)

1928
- Bronzo ai campionati italiani assoluti, 10 000 m - 34'58"1/5

1929
- Bronzo ai campionati italiani assoluti, maratonina (20 km) - 1h08'02"0

1931
- Oro ai campionati italiani assoluti, maratonina (20 km) - 1h08'04"0

1932
- Oro ai campionati italiani assoluti, 10 000 m - 32'51"1/5

1933
- Bronzo ai campionati italiani assoluti, 10 000 m - 33'13"4/5

1934
- Oro ai campionati italiani assoluti, 10 000 m - 32'59"2/5

1938
- Argento ai campionati italiani assoluti, maratonina (25 km) - 1h28'29"4

1939
- Argento ai campionati italiani assoluti, maratonina (25 km) - n/d